# Xingguo (sockenhuvudort i Kina, Heilongjiang Sheng, lat 47,54, long 126,18)
Xingguo (kinesiska: 兴国, 兴国乡) är en sockenhuvudort i Kina. Den ligger i provinsen Heilongjiang, i den nordöstra delen av landet, omkring 200 kilometer norr om provinshuvudstaden Harbin. Antalet invånare är 18 406. Befolkningen består av 9 201 kvinnor och 9 205 män. Barn under 15 år utgör 13,0 %, vuxna 15-64 år 80 %, och äldre över 65 år 6,0 %.
Runt Xingguo är det ganska tätbefolkat, med 129 invånare per kvadratkilometer. Närmaste större samhälle är Baiquan, 10,3 km nordväst om Xingguo. Trakten runt Xingguo består till största delen av jordbruksmark.
Genomsnittlig årsnederbörd är 893 millimeter. Den regnigaste månaden är juli, med i genomsnitt 282 mm nederbörd, och den torraste är januari, med 6 mm nederbörd.